# Слепая (фильм, 2014)
«Слепая» (нидерл. Blind) — дебютный кинофильм режиссёра Эскиля Вогта, вышедший на экраны в 2014 году.

## Сюжет
Ингрид — молодая женщина, которая в результате болезни потеряла зрение. За ней ухаживает муж, с которым они живут в просторной квартире в Осло. Днём, когда Мортен уходит на работу, она остаётся одна и всецело предаётся своим мыслям. Ингрид не может проверить, что на самом деле происходит вокруг неё, поэтому, хотя нет причин сомневаться в верности мужа, у неё возникают различные идеи и подозрения о том, чем он занимается в её отсутствие. Она начинает сочинять и записывать на ноутбуке путаные истории о муже и его знакомстве с женщиной по имени Элин. Ингрид погружается в фантазии, которыми она может управлять, и вскоре реальность и воображаемый мир полностью смешиваются.

## В ролях
- Эллен Доррит Петерсен — Ингрид
- Хенрик Рафаэльсен — Мортен
- Вера Витали — Элин
- Мариус Колбенстведт — Эйнар
- Никки Бутеншён — Уве Кеннет
- Джейкоб Янг — бывший муж Элин

## Награды и номинации
- 2014 — приз Label Europa Cinemas на Берлинском кинофестивале, где лента участвовала в секции «Панорама»[1].
- 2014 — приз за лучший сценарий в секции «Мировое кино — драма» на кинофестивале «Санденс» (Эскиль Вогт).
- 2014 — четыре премии «Аманда»: лучшая режиссура (Эскиль Вогт), лучшая актриса (Эллен Доррит Петерсен), лучший монтаж (Йенс Кристиан Фодстад), лучший звук (Гисле Твейто). Кроме того, лента получила 3 номинации: лучший фильм (Сигве Эндресен, Ханс-Йёрген Оснес), лучший сценарий (Эскиль Вогт), лучший актёр второго плана (Мариус Колбенстведт).
- 2014 — приз «Золотой тюльпан» за лучший фильм на Стамбульском кинофестивале.
- 2014 — приз «Серебряный Мельес» за лучший европейский фильм на фестивале фэнтезийных фильмов в Невшателе.
- 2014 — приз за лучший сценарий на Афинском кинофестивале (Эскиль Вогт).
- 2014 — номинация на кинопремию Северного совета (Эскиль Вогт, Сигве Эндресен, Ханс-Йёрген Оснес).